# Pantoporia zoroastres
Pantoporia zoroastres är en fjärilsart som beskrevs av Butler 1877. Pantoporia zoroastres ingår i släktet Pantoporia och familjen praktfjärilar. Inga underarter finns listade i Catalogue of Life.